# Jocs Olímpics d'Hivern de 1968
Els Jocs Olímpics d'Hivern de 1968, oficialment anomenats X Jocs Olímpics d'Hivern, es van celebrar a la ciutat de Grenoble (França) entre els dies 6 i 18 de febrer de 1968. Hi participaren un total de 1.158 esportistes (947 homes i 211 dones) de 37 comitès nacionals que competiren en 8 esports i 35 especialitats.

## Ciutats candidates
En la 61a Sessió del Comitè Olímpic Internacional (COI) realitzada a Innsbruck (Àustria) el 28 de gener de 1964 s'escollí la ciutat de Grenoble (França) com a seu dels Jocs Olímpics d'hivern de 1968 per davant de:
| Jocs Olímpics d'hivern de 1968 | Jocs Olímpics d'hivern de 1968 | Jocs Olímpics d'hivern de 1968 | Jocs Olímpics d'hivern de 1968 | Jocs Olímpics d'hivern de 1968 | Jocs Olímpics d'hivern de 1968 |
| ------------------------------ | ------------------------------ | ------------------------------ | ------------------------------ | ------------------------------ | ------------------------------ |
| Ciutat                         | CON                            | Ronda 1                        | Ronda 2                        | Ronda 3                        |                                |
| Grenoble                       | França                         | 15                             | 18                             | 27                             |                                |
| Calgary                        | Canadà                         | 12                             | 19                             | 24                             |                                |
| Lahti                          | Finlàndia                      | 11                             | 14                             | -                              |                                |
| Sapporo                        | Japó                           | 6                              | -                              | -                              |                                |
| Lake Placid                    | Estats Units                   | 3                              | -                              | -                              |                                |
| Oslo                           | Noruega                        | 1                              | -                              | -                              |                                |

## Comitès participants
En aquests Jocs Olímpics participaren un total de 1.158 competidors, entre ells 947 homes i 211 dones, de 37 comitès nacionals diferents.
En aquest Jocs participà per primera vegada el Marroc, retornà Nova Zelanda i deixà de participar Bèlgica i Corea del Nord. Aquesta fou la primera vegada que l'Alemanya Occidental i l'Alemanya Oriental participaren en uns Jocs sota diferent Comitè Olímpic Nacional.
| - Argentina (5) - Austràlia (3) - Àustria (76) - Bulgària (6) - Canadà (70) - Corea del Sud (8) - Dinamarca (3) - Espanya (18) - Estats Units (95) - Finlàndia (52) - França (88) - Grècia (3) - Hongria (10) |  | - Índia (1) - Iran (4) - Islàndia (4) - Itàlia (47) - Iugoslàvia (30) - Japó (30) - Liechtenstein (9) - Líban (3) - Marroc (5) - Mongòlia (7) - Noruega (66) - Nova Zelanda (6) - Països Baixos (9) |  | - Polònia (31) - Regne Unit (38) - RDA (57) - RFA (75) - Romania (30) - Suècia (68) - Suïssa (34) - Turquia (11) - Txecoslovàquia (48) - Unió Soviètica (86) - Xile (4) |

## Esports disputats
Un total de 8 esports foren disputats en aquests Jocs Olímpics, realitzant-se un total de 35 proves. Sense modificacions en el programa oficial dels Jocs, en aquesta edició no hi hagué cap esport de demostració.

## Fets destacats
- Aquestes foren els primers Jocs Olímpics en ser televisats en color arreu del món.
- S'utilitzà per primera vegada el tema Bugler's Dream de Leo Arnaud com a himne representatiu dels Jocs durant la cobertura per televisió de la cadena ABC.
- En aquests Jocs s'introduí per primera vegada tests antidopatge.
- Els Jocs de Grenoble foren els primers a tenir una mascota olímpica, si bé fou de manera extraoficial. La mascota fou Schuss, un esquiador molt estilitzat.[2]
- El francès Jean-Claude Killy fou el gran triomfador d'aquests Jocs amb els seus tres ors en la competició d'esquí alpí. En la competició femenina ho fou la sueca Toini Gustafsson en esquí de fons.
- El corredor italià Eugenio Monti aconseguí, a l'edat de 40 anys, dues medalles d'or en la seva participació en les proves de bobsleigh.
- Les corredores de l'Alemanya Oriental en la competició de luge foren desposseïdes dels seus ors i plates al considerar el Jurat de la competició que s'havien modificat els patins dels trineus.

## Medaller

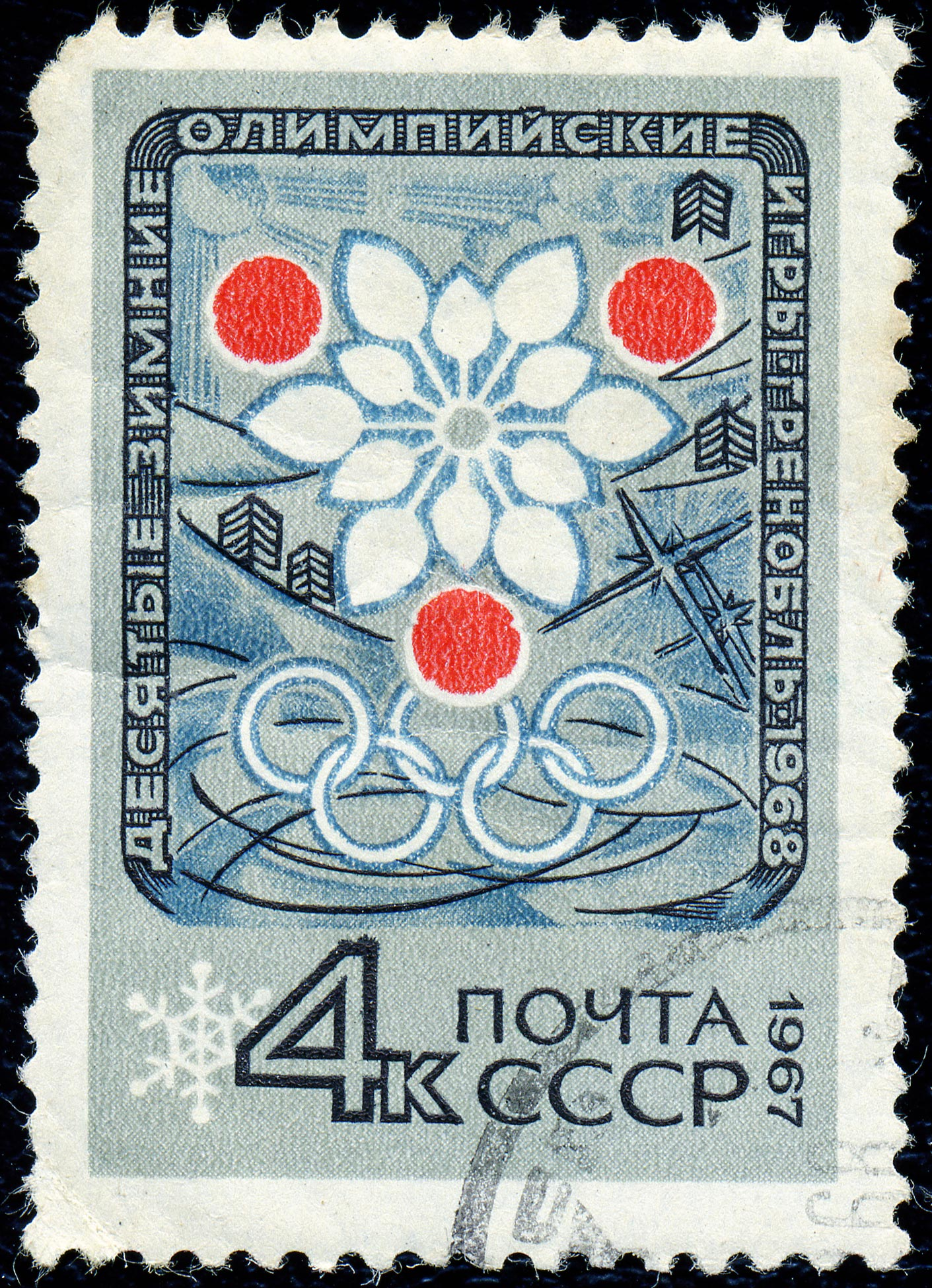
Segell commemoratiu de la Unió Soviètica amb motiu dels Jocs Olímpics.

Deu comitès amb més medalles en els Jocs Olímpics de 1968. País amfitrió ressaltat.
| Jocs Olímpics d'hivern de 1968 | Jocs Olímpics d'hivern de 1968 | Jocs Olímpics d'hivern de 1968 | Jocs Olímpics d'hivern de 1968 | Jocs Olímpics d'hivern de 1968 | Anells Olímpics |
| Posició                        | País                           | Or                             | Plata                          | Bronze                         | Total           |
| 1                              | Noruega                        | 6                              | 6                              | 2                              | 14              |
| 2                              | Unió Soviètica                 | 5                              | 5                              | 3                              | 13              |
| 3                              | França                         | 4                              | 3                              | 2                              | 9               |
| 4                              | Itàlia                         | 4                              | 0                              | 0                              | 4               |
| 5                              | Àustria                        | 3                              | 4                              | 4                              | 11              |
| 6                              | Països Baixos                  | 3                              | 3                              | 3                              | 9               |
| 7                              | Suècia                         | 3                              | 2                              | 3                              | 8               |
| 8                              | RFA                            | 2                              | 2                              | 3                              | 7               |
| 9                              | Estats Units                   | 1                              | 5                              | 1                              | 7               |
| 10                             | Finlàndia                      | 1                              | 2                              | 2                              | 5               |
| 10                             | RDA                            | 1                              | 2                              | 2                              | 5               |

### Medallistes més guardonats
Categoria masculina
| Nom               | CON       | Disciplina    | Or | Plata | Bronze | Total |
| Jean-Claude Killy | França    | Esquí alpí    | 3  | 0     | 0      | 3     |
| Eero Mäntyranta   | Finlàndia | Esquí de fons | 0  | 2     | 1      | 3     |
| Luciano De Paolis | Itàlia    | Bobsleigh     | 2  | 0     | 0      | 2     |
| Ole Ellefsæter    | Noruega   | Esquí de fons | 2  | 0     | 0      | 2     |
| Harald Grønningen | Noruega   | Esquí de fons | 2  | 0     | 0      | 2     |
| Eugenio Monti     | Itàlia    | Bobsleigh     | 2  | 0     | 0      | 2     |

Categoria femenina
| Nom              | CON            | Disciplina             | Or | Plata | Bronze | Total |
| Toini Gustafsson | Suècia         | Esquí de fons          | 2  | 1     | 0      | 3     |
| Carry Geijssen   | Països Baixos  | Patinatge de velocitat | 1  | 1     | 0      | 2     |
| Nancy Greene     | Canadà         | Esquí alpí             | 1  | 1     | 0      | 2     |
| Kaija Mustonen   | Finlàndia      | Patinatge de velocitat | 1  | 1     | 0      | 2     |
| Berit Mørdre     | Noruega        | Esquí de fons          | 1  | 1     | 0      | 2     |
| Liudmila Titova  | Unió Soviètica | Patinatge de velocitat | 1  | 1     | 0      | 2     |